# كلوديا بورتون برادلي
كلوديا بورتون برادلي (بالإنجليزية: Claudia Burton Bradley)‏ هي طبيبة أسترالية، ولدت في 28 نوفمبر 1909 في ريتشموند ‏ في أستراليا، وتوفيت في 5 أكتوبر 1967 في Cremorne, New South Wales ‏ في أستراليا.